# Арадо Ar 240
Арадо Ar 240 био је двомоторни тешки ловац и вишенаменски авион. Пројектован је за Луфтвафе током Другог светског рата од стране Арадо развојног тима. Иако је први пут полетео 1940. године никада није ушао у пуну производњу. Разни технички проблеми са самим дизајном али и прототиповима успоравали су и на крају потпуно обуставили развој. До тада произведени примерци коришћени су у аеродинамичким испитивањима.